# 1285 Julietta
1285 Julietta је астероид главног астероидног појаса. Приближан пречник астероида је 40,83 ,
а средња удаљеност астероида од Сунца износи 2,990 астрономских јединица (АЈ).
Инклинација (нагиб) орбите у односу на раван еклиптике је 5,695 степени, а орбитални период износи 1889,017 дана (5,171 година). Ексцентрицитет орбите астероида износи 0,052.
Апсолутна магнитуда астероида износи 10,60 а геометријски албедо 0,061.
Астероид је откривен 21. августа 1933. године.